# 23169 Michikami
23169 Michikami este un asteroid din centura principală de asteroizi.

## Descriere
23169 Michikami este un asteroid din centura principală de asteroizi. A fost descoperit pe 5 aprilie 2000 la Stația Anderson Mesa în cadrul programului LONEOS. Asteroidul prezintă o orbită caracterizată de o semiaxă mare de 2,21 ua, o excentricitate de 0,08 și o înclinație de 1,6° în raport cu ecliptica.